# McDonald’s Burnie International 2013
Das McDonald’s Burnie International 2013 war ein Tennisturnier des ITF Women’s Circuit 2013 für Damen und ein Tennisturnier der ATP Challenger Tour 2013 für Herren in Burnie. Die Turniere fanden parallel vom 28. Januar bis 3. Februar 2013 statt.